# Campeonato Mundial de Atletismo Júnior de 2010 - Revezamento 4x100 m masculino
A prova dos 4x100 metros masculino do Campeonato Mundial de Atletismo Júnior de 2010 ocorreu entre os dias 23 e 24 de julho em Moncton, no Canadá. 

## Recordes
Antes desta competição, os recordes mundiais e do campeonato nesta prova eram os seguintes:
|     | Nome                                                       | Nacionalidade  | Tempo | Local    | Data                |
| --- | ---------------------------------------------------------- | -------------- | ----- | -------- | ------------------- |
| WJR | Trell Kimmons Abidemi Omole Ivory Williams LaShawn Merritt | Estados Unidos | 38.66 | Grosseto | 18 de julho de 2004 |
| CR  | Trell Kimmons Abidemi Omole Ivory Williams LaShawn Merritt | Estados Unidos | 38.66 | Grosseto | 18 de julho de 2004 |

## Medalhistas
| Ouro                                                                              | Prata                                                                   | Bronze                                                                         |
| Estados Unidos · Michael Granger · Charles Silmon · Eric Harris · Oliver Bradwell | Jamaica · Brandon Tomlinson · Bernard Brady · O'Dean Skeen · Dexter Lee | Trinidad e Tobago · Jamol James · Sabian Cox · Moriba Morain · Shermund Allsop |

## Cronograma
Todos os horários são locais (UTC-4).
| Data        | Hora  | Evento        |
| ----------- | ----- | ------------- |
| 23 de julho | 19:10 | Eliminatórias |
| 24 de julho | 16:50 | Final         |

## Resultados

### Eliminatórias
As eliminatórias se iniciaram no dia 23 de julho ás 19:10. 
Bateria 1
| Posição | Nacionalidade     | Atletas                                                                 | Tempo | Notas |
| ------- | ----------------- | ----------------------------------------------------------------------- | ----- | ----- |
| 1       | Jamaica           | Dwayne Extol Bernard Brady O'Dean Skeen Dexter Lee                      | 39.74 | Q     |
| 2       | Trinidad e Tobago | Jamol James Sabian Cox Kevin Haynes Shermund Allsop                     | 39.88 | Q     |
| 3       | França            | Jean-Pierre Bertrand Jimmy Vicaut Vincent Michalet Jeffrey John         | 40.11 |       |
| 4       | África do Sul     | Waide Jooste Wayde Van Niekerk Gideon Trotter Dean Goosen               | 40.32 |       |
| 5       | Canadá            | Tyler Macleod Segun Makinde Phillip Hayle Gregory MacNeill              | 40.38 |       |
| 6       | Chéquia           | Martin Ricar Pavel Maslák Lukáš Haloun Rostislav Navrátil               | DNF   |       |
| 7       | Arábia Saudita    | Rashed Al-Huzali Mahmoud Ibrahim Abdullah Al-Asiri Mohamed Sico Ibrahim | DNF   |       |

Bateria 2
| Posição | Nacionalidade  | Atletas                                                                  | Tempo | Notas |
| ------- | -------------- | ------------------------------------------------------------------------ | ----- | ----- |
| 1       | Estados Unidos | Michael Granger Charles Silmon Joeal Hotchkins Marvin Bracy              | 39.69 | Q     |
| 2       | Nigéria        | Jonathan Nmaju Elvis Ukale Ayobani Oyebiyi Isah Salihu                   | 39.95 | Q     |
| 3       | Tailândia      | Jirapong Meenapra Tossaporn Boonhan Weerawat Pharueang Suppachai Chimdee | 40.00 | q     |
| 4       | Polónia        | Mateusz Jędrusik Adam Pawłowski Artur Szczęśniak Grzegorz Zimniewicz     | 40.24 |       |
| 5       | Bélgica        | Pieter-Jan Buyens Frederick Claes Pieter De Rycke Julien Watrin          | 40.43 |       |
| 6       | Bahamas        | Trevorvano Mackey Warren Fraser Geno Jones Alfred Higgs                  | 40.58 |       |
| 7       | Austrália      | Jake Hammond Patrick Fakiye Mathew Turk Tom Gamble                       | DNF   |       |

Bateria 3
| Posição | Nacionalidade | Atletas                                                                             | Tempo | Notas |
| ------- | ------------- | ----------------------------------------------------------------------------------- | ----- | ----- |
| 1       | Japão         | Takumi Kuki Ryo Onabuta Jun Kimura Shōta Iizuka                                     | 40.04 | Q     |
| 2       | Alemanha      | Roy Schmidt Robin Erewa Florian Hübner Patrick Kuhn                                 | 40.06 | Q     |
| 3       | Reino Unido   | Jordan Huggins Sam Watts Henry Tobais Junior Ejehu                                  | 40.07 | q     |
| 4       | Brasil        | Gustavo dos Santos Jackson da Silva Antônio Rodrigues Caio Cézar dos Santos         | 40.56 |       |
| 5       | Espanha       | David Alejandro Alberto Gavaldá Adrián Pérez Eusebio Cáceres                        | 40.82 |       |
| 6       | Zimbabwe      | Michael Chiduku Paul Madzivire Narada Jackson Fungai Bvekerwa                       | 42.21 |       |
| 7       | Bahrein       | Husain Mohamed Hasan Mohamed Jassim Mohamed Ali Al-Doseri Salman Dawood Al-Balooshi | 42.93 |       |

### Final
A prova final foi realizada no dia 24 de julho ás 16:50. 
| Posição           | Nacionalidade     | Atletas                                                                  | Tempo | Notas               |
| ----------------- | ----------------- | ------------------------------------------------------------------------ | ----- | ------------------- |
| Medalha de ouro   | Estados Unidos    | Michael Granger Charles Silmon Eric Harris Oliver Bradwell               | 38.93 |                     |
| Medalha de prata  | Jamaica           | Brandon Tomlinson Bernard Brady O'Dean Skeen Dexter Lee                  | 39.55 |                     |
| Medalha de bronze | Trinidad e Tobago | Jamol James Sabian Cox Moriba Morain Shermund Allsop                     | 39.72 |                     |
| 4                 | Japão             | Takumi Kuki Ryo Onabuta Jun Kimura Shōta Iizuka                          | 39.89 |                     |
| 5                 | Alemanha          | Roy Schmidt Robin Erewa Florian Hübner Felix Gehne                       | 39.97 |                     |
| 6                 | Tailândia         | Jirapong Meenapra Tossaporn Boonhan Weerawat Pharueang Suppachai Chimdee | 40.26 |                     |
| 7                 | Nigéria           | Jonathan Nmaju Elvis Ukale Ayobani Oyebiyi Isah Salihu                   | DSQ   | Regra 163.3 da IAAF |
| 8                 | Reino Unido       | Jordan Huggins Daniel Talbot Henry Tobais Kieran Showler-Davis           | DNF   |                     |

Legenda
| Recorde mundial       | Recorde mundial (World record)               |                       | Recorde africano                      | Recorde africano (African) |                                           | Q | Classificado por posição (Qualified) |
| Recorde do campeonato | Recorde do campeonato (Championship record)  | Recorde da América    | Recorde da América (Americas)         | q                          | Classificado por melhor tempo (Qualified) |   |                                      |
| Melhor marca do ano   | Melhor marca do ano (World leading)          | Recorde asiático      | Recorde asiático (Asian)              | DNS                        | Não largou (Did not start)                |   |                                      |
| Recorde nacional      | Recorde nacional (National record)           | Recorde europeu       | Recorde europeu (European)            | DNF                        | Não terminou (Did not finish)             |   |                                      |
| Recorde pessoal       | Recorde pessoal do atleta (Personal best)    | Recorde da Oceania    | Recorde da Oceania (Oceania)          | DSQ / DQ                   | Desclassificado (Disqualified)            |   |                                      |
| Recorde da temporada  | Recorde da temporada do atleta (Season best) | Recorde sul-americano | Recorde sul-americano (South America) | NM                         | Sem marca (No mark)                       |   |                                      |